# Alois Carigiet
Alois Carigiet [kariˈdʑɛt] (* 30. August 1902 in Trun, Graubünden; † 1. August 1985 ebenda) war ein Schweizer Maler, Zeichner, Lithograf und Kinderbuchautor. Bekannt machte ihn vor allem die Figur des Schellenursli. 

## Leben
Nach den ersten Jahren der Kindheit auf einem Bauernhof in Trun zog die Familie 1911 nach Chur, wo er Sekundarschule und Kantonsschule besuchte, die Carigiet aber 1918 abbrach. Er absolvierte eine Lehre als Dekorationsmaler und ging 1923 nach Zürich, wo er im Werbeatelier von Max Dalang (1882–1965) arbeitete. 1927 eröffnete er ein eigenes Atelier, in dem er für ein Kabarett Bühnenbilder und Kostüme entwarf. 1933 war er Mitbegründer des Cabaret Cornichon. Von Alois Carigiet stammen aus dieser Zeit eine Vielzahl von Gebrauchsgrafik-Arbeiten, etwa das rote Kleeblatt der Landeslotterie von 1937 sowie das Plakat für die Schweizerische Landesausstellung 1939 in Zürich, nachdem ein erster Plakatwettbewerb, den Carigiet ebenfalls gewann, unbefriedigend ausgefallen war.
1938 entstand, als damals nicht für die Öffentlichkeit gedachtes Werk, eine Weinkellerausmalung des ehemaligen Restaurants Fraumünsterkeller im Zürcher Metropol. 1939, als er mit der Situation unzufrieden war, als Illustrator Auftragsarbeiten machen zu müssen, folgte der Wechsel vom Grafiker zum freischaffenden Künstler und die Rückkehr nach Graubünden, als er nach Platenga in Obersaxen umsiedelte. 1942 heiratete er, das Paar bekam zwei Kinder. Dort arbeitete er auch an der Illustration von Kinderbüchern. Am bekanntesten wurde der Schellenursli, der von Selina Chönz geschrieben und mit dem der Engadiner Brauch Chalandamarz weltbekannt wurde. Die folgenden Kinderbücher wie Flurina und das Wildvöglein erreichten nicht ganz diesen Bekanntheitsgrad, sind aber aus künstlerischer Sicht nicht weniger wertvoll.
Es folgten Ausstellungen in Schaffhausen, Solothurn und Genf. 1950 zog er zeitweilig wieder nach Zürich, um das Wandbild Allegro con Spirito im Muraltengut zu schaffen, das 1944 von der Stadt zu Repräsentationszwecken gekauft worden war. 1956 erstellte er im Auftrag der Brauerei Falken (Schaffhausen) die Fassadenmalerei am Haus «Schwarzer Adler» in Stein am Rhein. 1960 kehrte er in seine Bündner Heimat nach Trun zurück und widmete sich weiter der Illustration von Büchern. Daneben schrieb er auch selbst Kinderbücher.
Dem Schaffen von Alois Carigiet ist im Museum Sursilvan in Trun ein Raum gewidmet. Alois Carigiet war der ältere Bruder des späteren Schauspielers Zarli Carigiet.

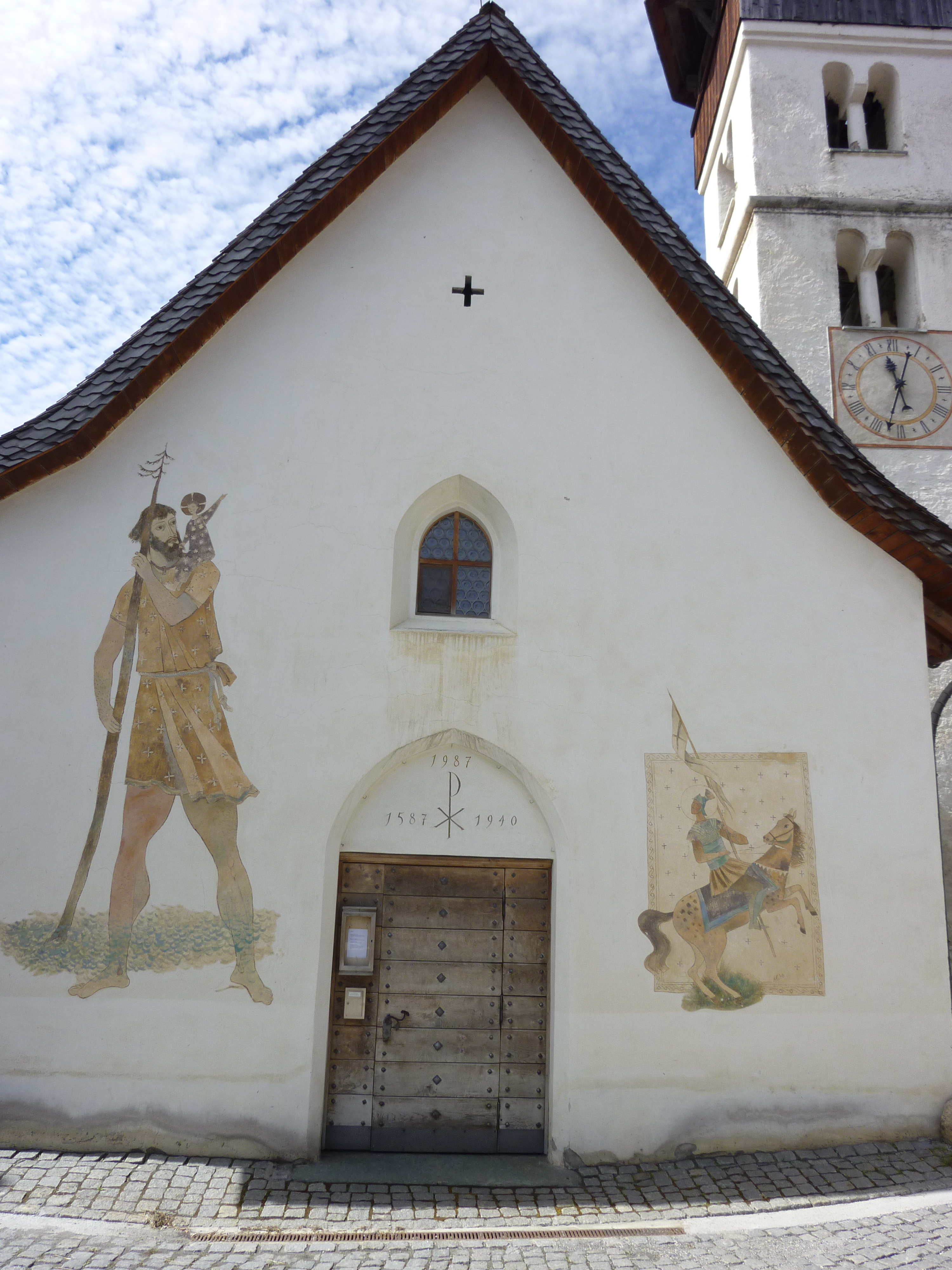
Bilder von Carigiet an der Katholischen Kirche Vella
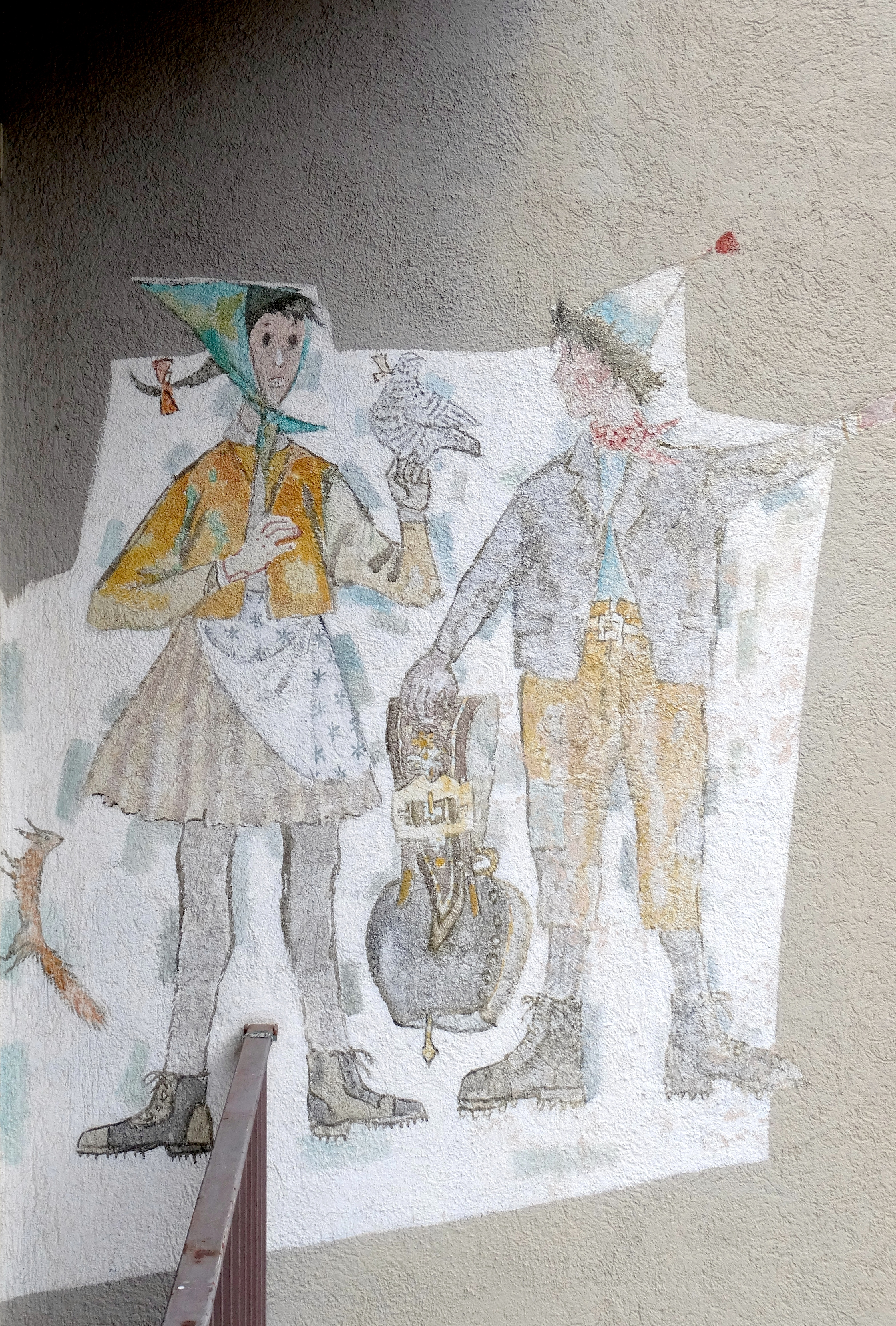
Flurina und Schellenursli an einem Haus in Davos-Laret
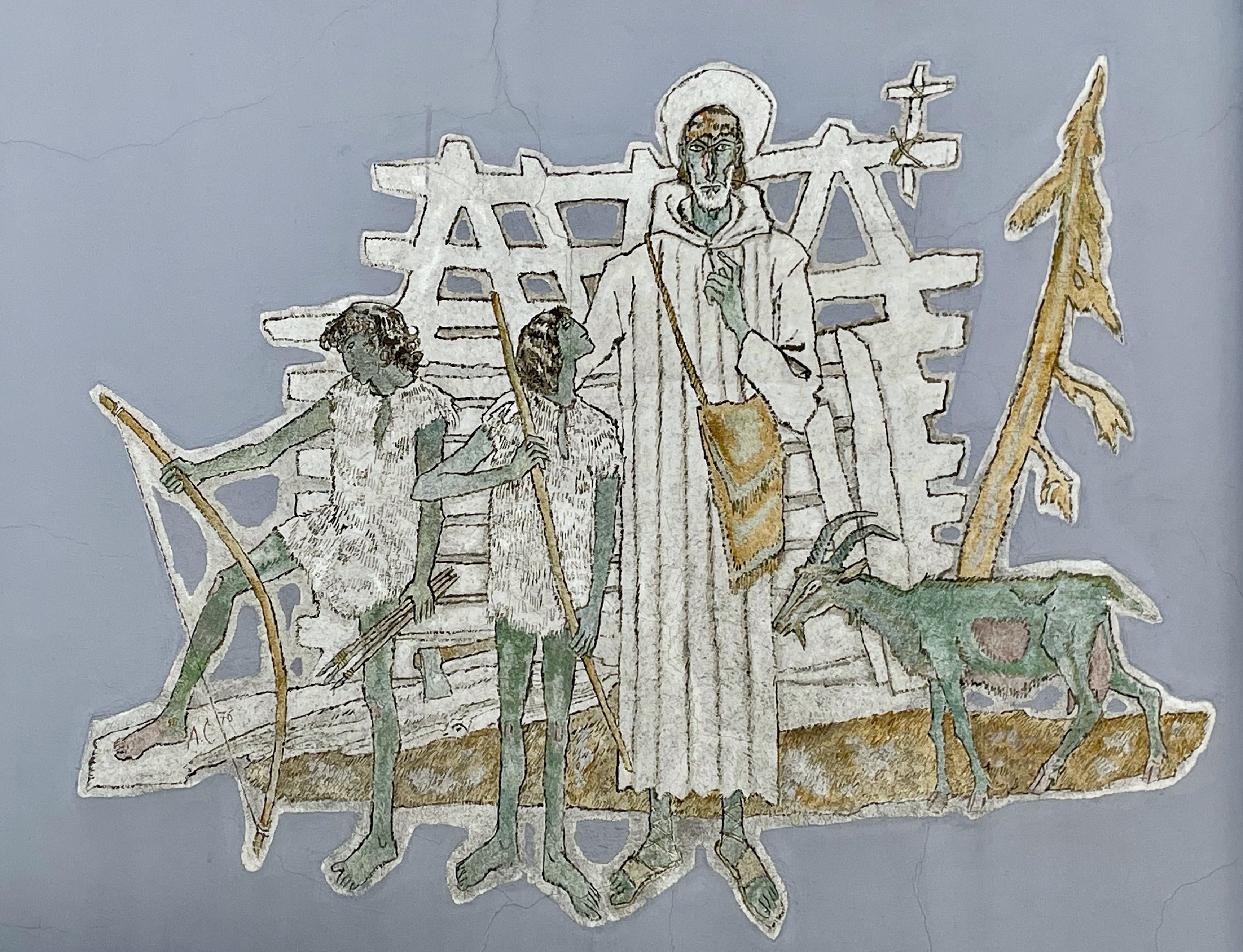
Sigisbert von Disentis, entstanden 1975
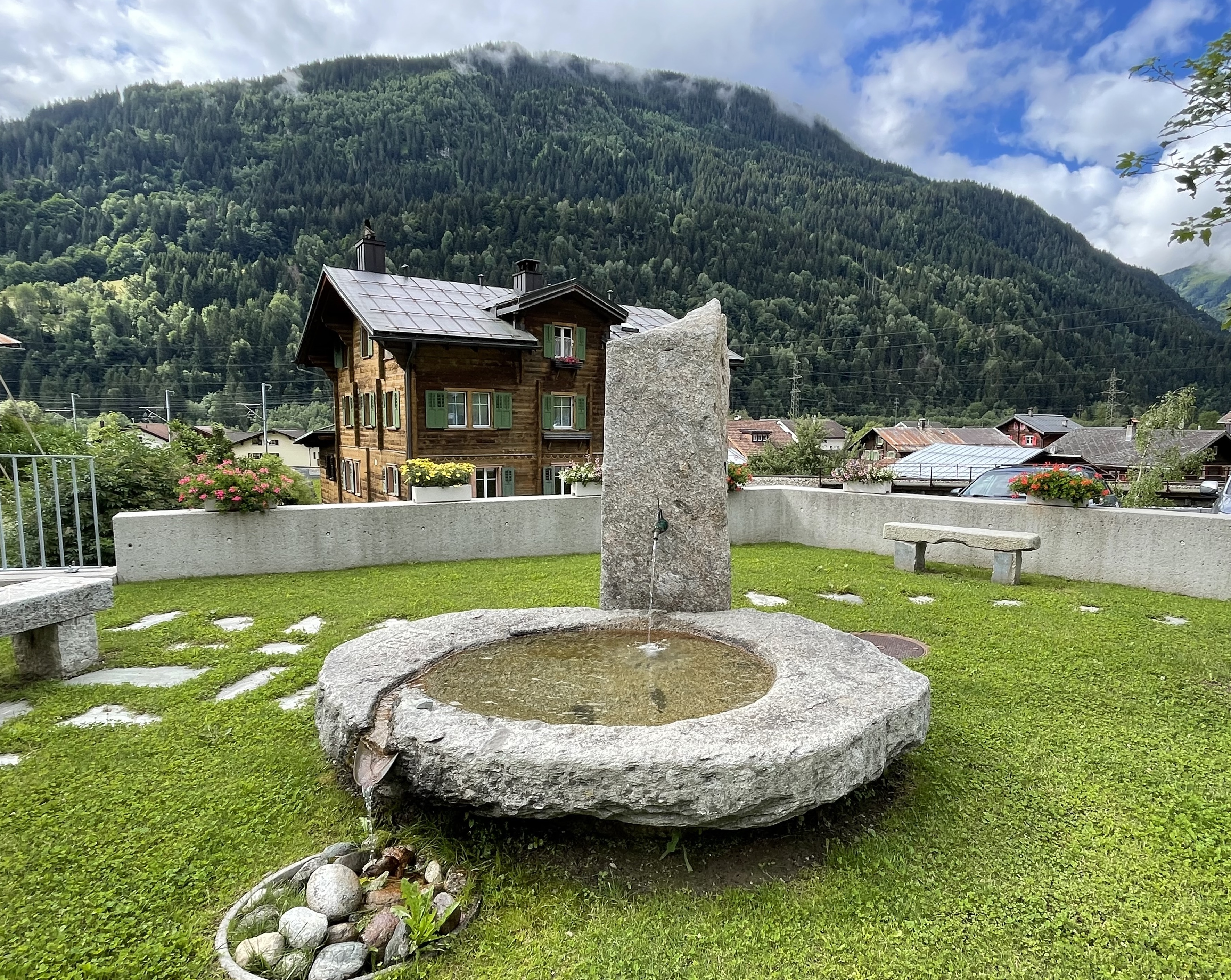
Carigiet-Brunnen in Trun

## Auszeichnungen und Ehrungen
- 1966: Hans Christian Andersen Preis als Illustrator
- 1966: Schweizer Jugendbuchpreis, für Zottel, Zick und Zwerg

## Werke

### Kinderbücher
- Schellen-Ursli. (Schweizer Spiegel Verlag, Zürich 1945, Selina Chönz). 32. Aufl. Orell Füssli, Zürich 2015, ISBN 3-280-01644-4.
- Flurina und das Wildvöglein. (Schweizer Spiegel Verlag, Zürich 1952, Selina Chönz). 26. Aufl. Orell Füssli, Zürich 2015, ISBN 978-3-280-01535-3.
- Der grosse Schnee. (Schweizer Spiegel Verlag, Zürich 1953, Selina Chönz). 23. Aufl. Orell Füssli, Zürich 2013, ISBN 3-280-01443-3.
- Zottel, Zick und Zwerg. (Schweizer Spiegel Verlag, Zürich 1965). 21. Aufl. Orell Füssli, Zürich 2014, ISBN 3-280-01441-7.
- Birnbaum, Birke, Berberitze. (Schweizer Spiegel Verlag, Zürich 1967). 14. Aufl. Orell Füssli, Zürich 2012, ISBN 3-280-01534-0.
- Maurus und Madleina. (Schweizer Spiegel Verlag, Zürich 1969). 9. Aufl. Orell Füssli, Zürich 2003, ISBN 3-280-01442-5.

### Malerisches Werk
- Giosch Albrecht (Text) / Alois Carigiet: Ecce Homo – Seht den Menschen! Walter-Verlag, Olten 1983 (die Kreuzweg-Stationen gemalt von Carigiet im Altersheim St.Martin, Trun)

## Dokumentarfilm
- Alois Carigiet, Filmporträt über den Maler Alois Carigiet – eine Produktion des Schweizer Fernsehen DRS (45 Min.) unter der Regie von Gaudenz Meili, 1971.[7]